# بانک تجارت خارجی روسیه

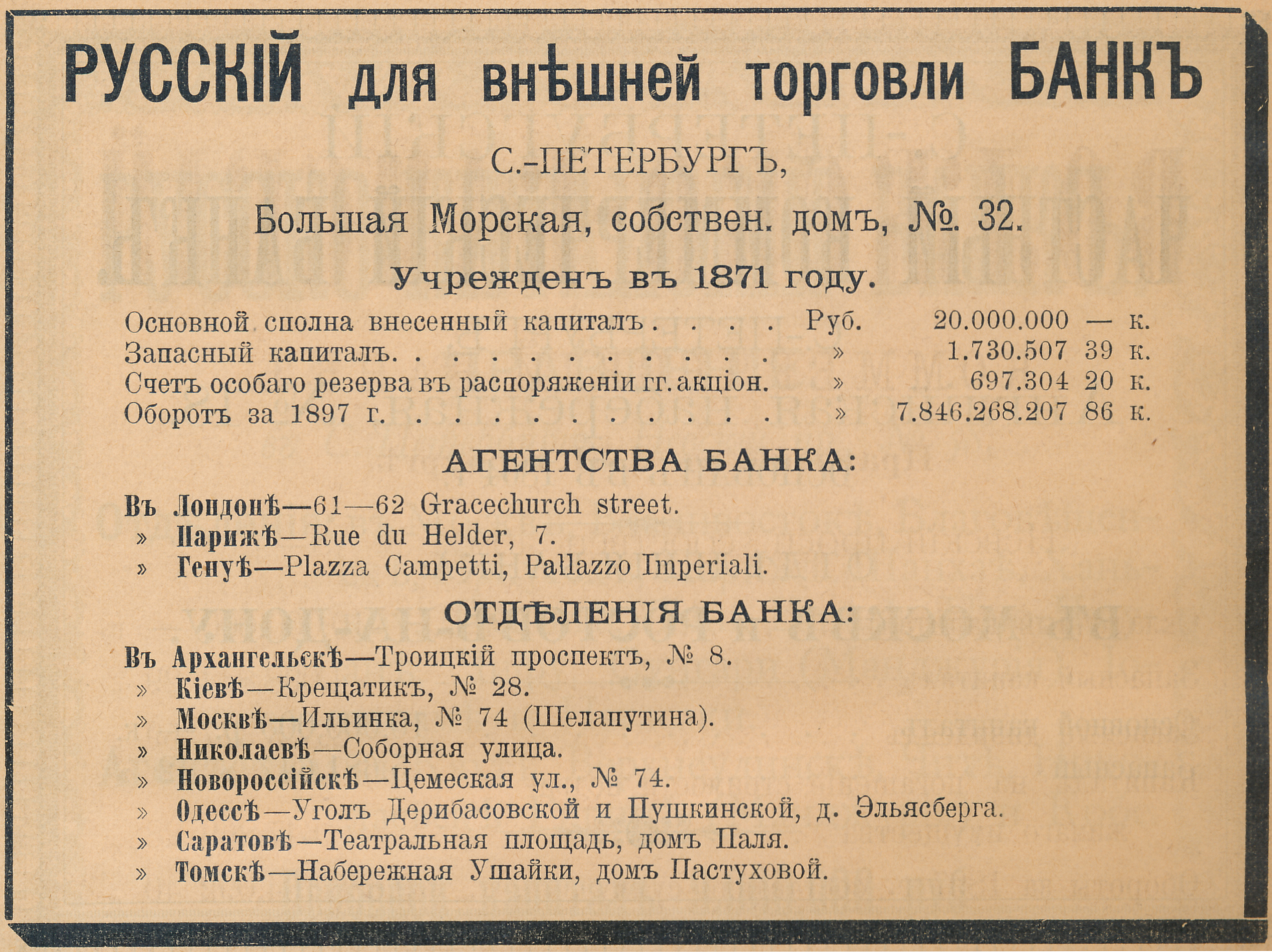
آگهی بانک در دفترچه آدرس "Весь Петербург" سال ۱۸۹۹

بانک تجارت خارجی روسیه (انگلیسی: Russian Bank for Foreign Trade) و (روسی: Русский для внешней торговли банк) یکی از از بانک‌های موجود در سن پترزبورگ بود که نقش مهمی در تجارت بین‌المللی روسیه در نیمه دوم قرن نوزدهم و تا انقلاب روسیه در سال ۱۹۱۷ داشت. این بانک یکی از بزرگترین بانک‌های روسیه قبل از انقلاب بود. این بانک با حکمی در ۱۴ دسامبر ۱۹۱۷ ملی شد که بر سر سپرده‌های بانک در کشور فرانسه یک جنگ حقوقی در فرانسه شکل گرفت.

## ساختمان در سن پترزبورگ
از سال ۱۸۸۸، این بانک در ساختمان خود در سن پترزبورگ در خیابان ۳۲ بولشایا مورسکایا قرار داشت که در سال‌های ۱۸۸۷–۱۸۸۸ توسط بانک خریداری شد و طبق طرح معمار ویکتور شروتر با مشارکت N. Makarov بازسازی شد.
در سال ۱۹۱۵–۱۹۱۶، در خیابان بولشایا مورسکایا، شماره ۱۸، ساخت ساختمان بانک که توسط معماران فیودور لیدوال و لئون بنوا طراحی شده بود آغاز شد (اما به دلیل انقلاب اکتبر تکمیل نشد)، اما اکنون در این ساختمان که در سال ۱۹۲۹–۱۹۳۱ تکمیل شده‌است، و هم‌اکنون در این ساختمان دانشگاه دولتی فناوری صنعتی و طراحی واقع شده‌است.